# José Pedro Montero
José Pedro Montero Candia (Assunção, 1 de agosto de 1878 — 7 de junho de 1927)  foi um médico graduado da Universidade de Buenos Aires, e político paraguaio, presidente do país de 7 de junho de 1919 a 15 de agosto de 1920. 

## Juventude
Montero nasceu em Assunção, no bairro de Villa Aurelia, a sudeste da Recoleta, em 1º de agosto de 1878. Casou-se com Andrea Campos Cervera e estudou no Colegio Nacional de la Capital com seu amigo Pastor Ibáñez.
Terminou a escola em 1896 e mudou-se para Buenos Aires, Argentina, onde estudou medicina e se tornou pediatra.

## Carreira política
Foi Ministro da Fazenda do Paraguai de 1915 a 1916.
Assumiu a primeira magistratura, na sua qualidade de vice-presidente, após a morte de Manuel Franco, cargo que ocupou de 6 de junho de 1919 a agosto de 1920. Após a Segunda Guerra Mundial, o governo de Montero foi afetado pela economia crise que se espalhou por toda a região. Essa crise afetou principalmente as classes média e baixa.
Seu gabinete era composto por Eusebio Ayala nas Relações Exteriores, Luis Alberto Riart na Secretaria do Interior, Manuel Peña na Fazenda, Félix Paiva na Justiça e Cultura e o Comandante Adolfo Chirife na Guerra e Marinha.
Durante seu governo foram fundados alguns fortes no Chaco,adquirido o Estado de Caballero, modificada a lei constitucional municipal, fundada a colônia Nueva Colômbia, aprovado o projeto de remessas postais aos Estados Unidos,o Paraguai foi convidado a participar do Internacional Rural Congresso de Peoria (Illinois, EUA). O Ministério das Obras Públicas passou a promover as aquisições de pequenas propriedades em todo o território do país.
Também foi feito o parcelamento dos terrenos e a colonização das terras fiscais, foram processados mais de cinco mil processos relativos à compra de terras agrícolas e foram elaborados mais 154 títulos de propriedade. Em 1919, mais de 100 000 pesos foram usados para a construção de escolas no interior do país, o acordo sobre a arbitragem com o Uruguai e Eladio Velázquez foi nomeado membro do Supremo Tribunal Federal.
Em abril de 1920 foi fundado o Centro Feminista do Paraguai, várias escolas foram criadas e instalado o Fortin Dorado do Chaco. Em 15 de agosto do mesmo ano, Montero passou a Presidência para Manuel Gondra. Também nesse ano foi assinado o acordo comercial com o Japão, a lei do julgamento e demissão de magistrados; zonas sanitárias em Assunção, Villarica e Caacupé e foi criado o regulamento para o Exército.
Algumas designações foram feitas no campo intelectual e artístico. As pessoas que receberam esta homenagem foram: Narciso R. Colmán, Juan F. Bazán, Arturo Alsina, Juan Sorazábal, Rufo Galeano, José Concepción Ortiz e Eudoro Acosta Flores. Aqui é importante mencionar a contratação do brasileiro Dr. Edgar Roquette Pinto e a aposentadoria de Juan E. O'Leary no Colégio Nacional e na Escola Normal.
Uma das maiores preocupações de Montero era o problema com a terra. Em 1919 foi fundada a Nueva Colombia, em Altos, com 6 122 hectares e Santiago, em General Delgado, com 1909 hectares. Em 1920 foi fundada a Curupaity em Barrero Grande, com um total de 1 111 hectares.
A educação sofreu alguns transtornos e em 25 de julho de 1919 teve início a execução do plano de reforma educacional nas escolas da capital e Villarrica, o processo durou quatro anos. Em 22 de setembro do mesmo ano, foi aprovado o plano também para o ensino médio.
Foi Representante da capital e ocupou o cargo até 1901. Em 7 de agosto de 1908 assinou o manifesto da assembléia dos "Radicais". Foi Secretário do Ministério do Interior durante o governo Eduardo Schaerer. Ocupou o cargo até se juntar a Manuel Franco, como companheiro para as próximas eleições presidenciais no período 1916-1920.